# تايتنز (الموسم 3)
تايتنز (الجبابرة) (بالإنجليزية: Titans)‏ هو مسلسل تلفزيوني أمريكي.

## روابط خارجية
- قائمة حلقات Titans  على قاعدة بيانات الأفلام على الإنترنت